# Vä kyrka
Vä kyrka är en kyrkobyggnad i Vä, fem kilometer sydväst om Kristianstad. Den är församlingskyrka i Vä-Skepparslövs församling i Lunds stift.

## Kyrkobyggnaden
Sankta Maria kyrka i Vä byggdes under 1100-talet på kungligt initiativ, och uppfördes i romansk stil. Stenmästaren Regnerus är förknippad med uppförandet av kyrkan. På 1300-talet byggdes ett klocktorn åt söder, vilket blev påbyggt 1604. Kyrkan hade sedan tidigare två torn åt väster, men de hade troligen inga klockor. En utbyggnad åt norr, den så kallade nykyrkan, är från slutet av 1500-talet. Kryssvalven och granitpelarna är från 1200-talet. År 1804 lät man riva den övre delen av västtornen, varefter man byggde ut taket på långhuset ända till gaveln, och kyrkan fick därmed sitt nuvarande utseende.
Kyrkoportalen och interiören är rikt smyckade. Några av landets förnämsta målningar från romansk tid finns bevarade i koret. De är troligen målade under 1120-talet, av Vämästaren, och är en av de äldsta bevarade kalkmålningarna i Sverige. Målningarna har en tydlig italo-bysantinsk stil, influerad från Europa på den tiden. Målningarna togs fram vid en restaurering 1963. Kyrkans donatorer är avbildade på triumfbågen. Kung Nils av Danmark räcker fram gåvor på den södra sidan och på norra sidan finns drottning Margareta Fredkulla med en modell av kyrkan i händerna. Däröver syns en bild av kyrkans helgon, jungfru Maria. I korets tunnvalv håller 24 änglar, profeter och apostlar upp ett språkband med texten till lovsången Te Deum.

## Inventarier
Predikstolen i renässansstil är från 1630 och altaruppsatsen i barockstil tillkom 1674. Bänkinredningen från 1700-talet är dekorerad med bibliska motiv av målaren Alexander Jungner.

### Orgel
- 1844 byggde Erik Henrik Lysell, Färlöv en orgel med 13 stämmor.
- 1890 byggde Carl Johannes Carlsson, Virestad en orgel.
- 1923 byggde M j & H Lindegren, Göteborg en orgel med 14 stämmor. Orgeln flyttades till Mellerud.
- Den nuvarande orgeln byggdes 1967 av Poul-Gerhard Andersens orgelbyggeri, Köpenhamn och är en mekanisk orgel.

| Huvudverk I    | Bröstverk II | Pedal         | Koppel |
| Principal 8'   | Gedackt 8´   | Subbas 16´    | I/P    |
| Spelflöjt 8'   | Rörflöjt 4'  | Principal 8'  | II/P   |
| Oktava 4'      | Spelflöjt 2' | Gedackt 8'    | II/I   |
| Flöjt 4'       | Nasat 1 1/3' | Flöjt 4'      |        |
| Gemshorn 2'    | Scharf II    | Quintadena 2' |        |
| Sesquialter II | Regal 8'     | Fagott 16'    |        |
| Mixtur IV      |              |               |        |

## Bildgalleri

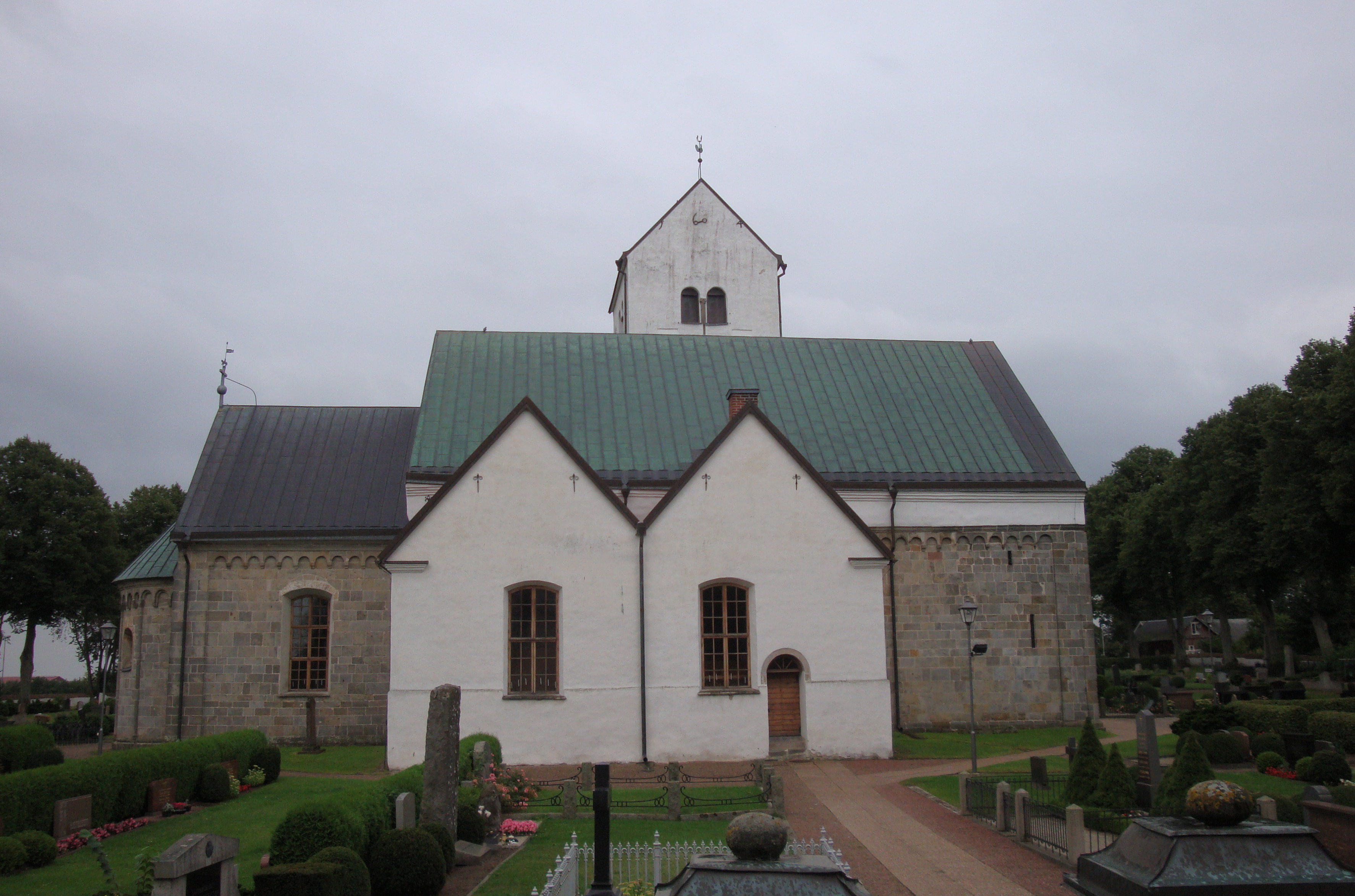
Kyrkan från väster
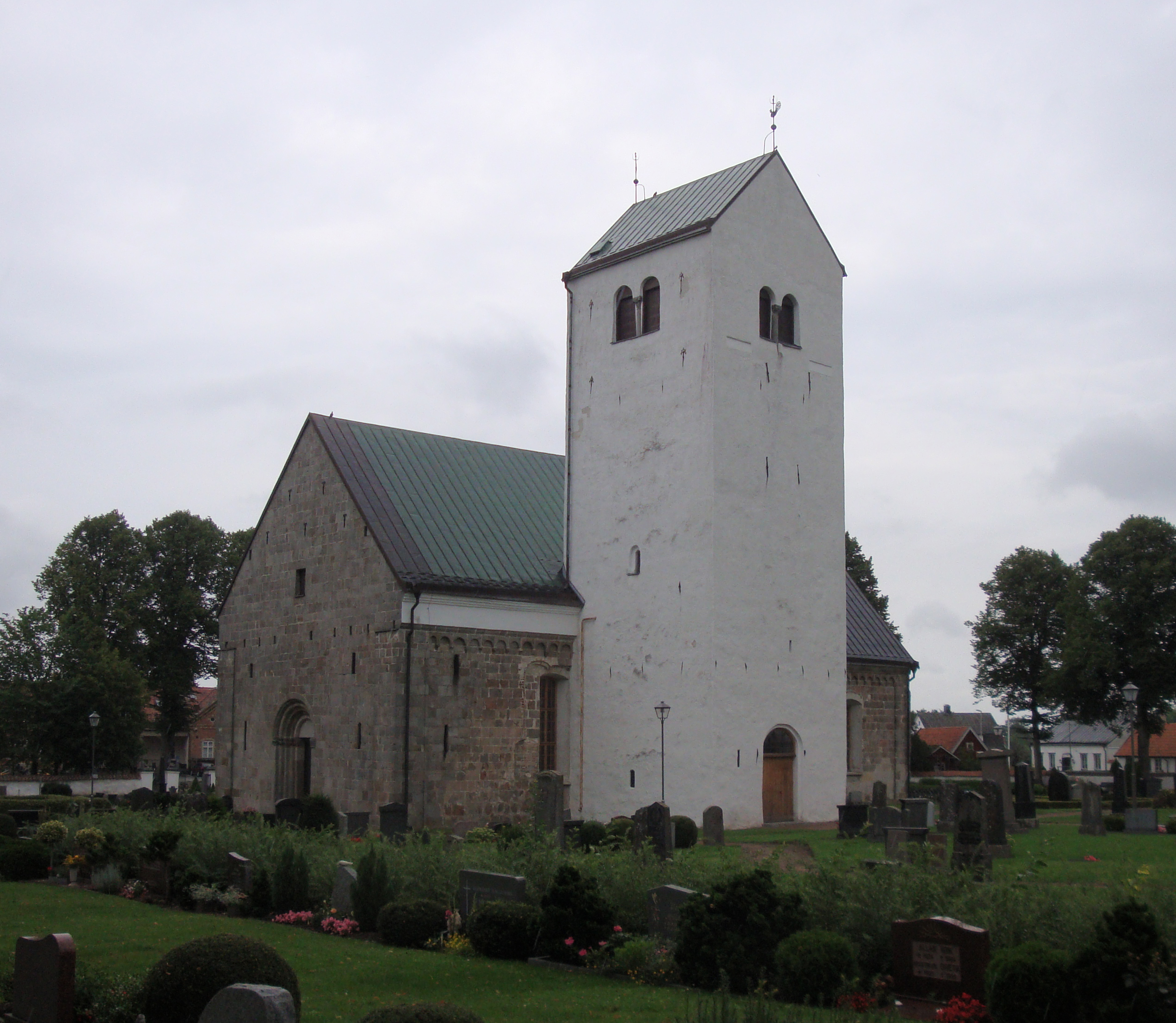
Kyrkan från norr
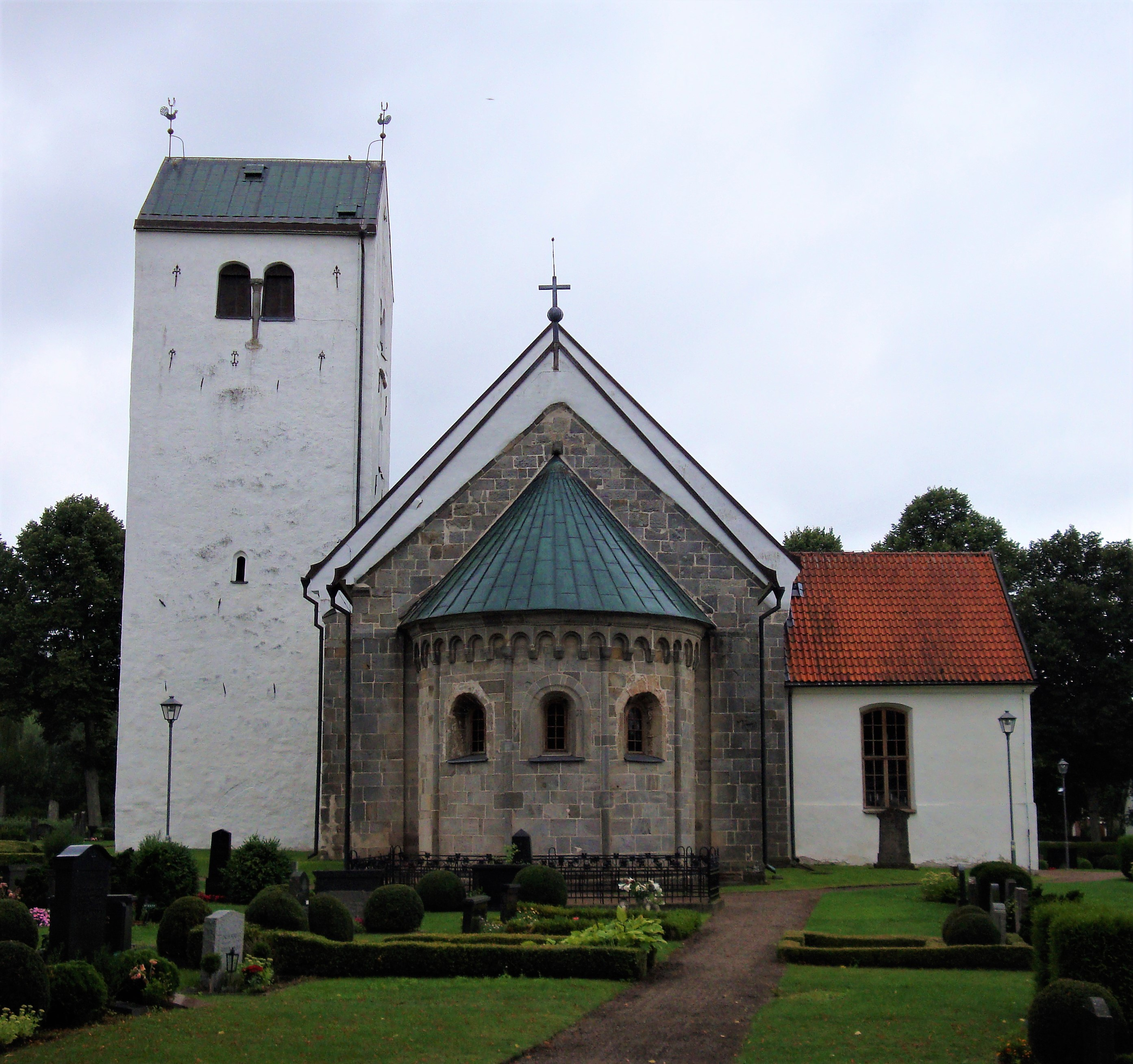
Kyrkan från söder
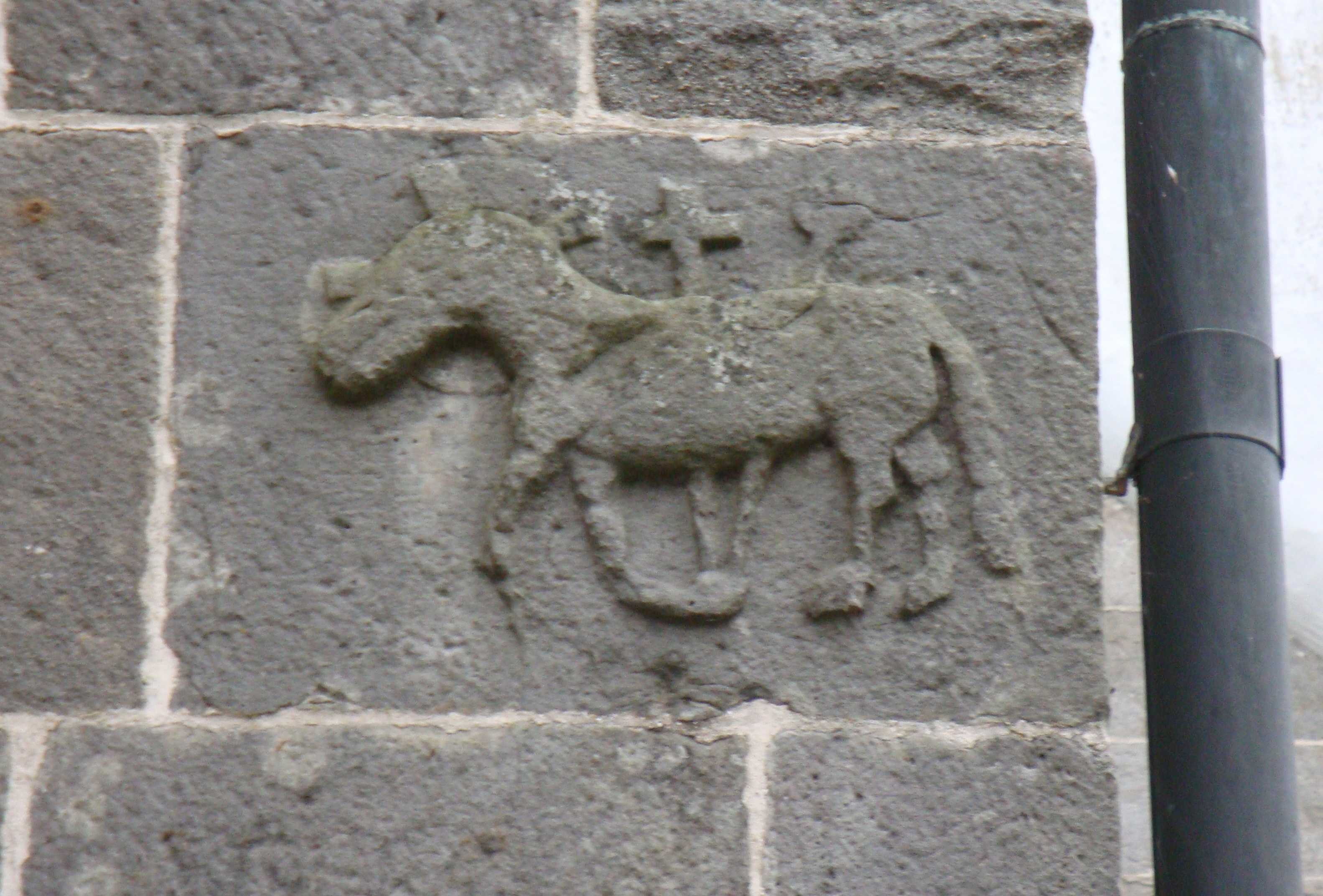
Väggdetalj
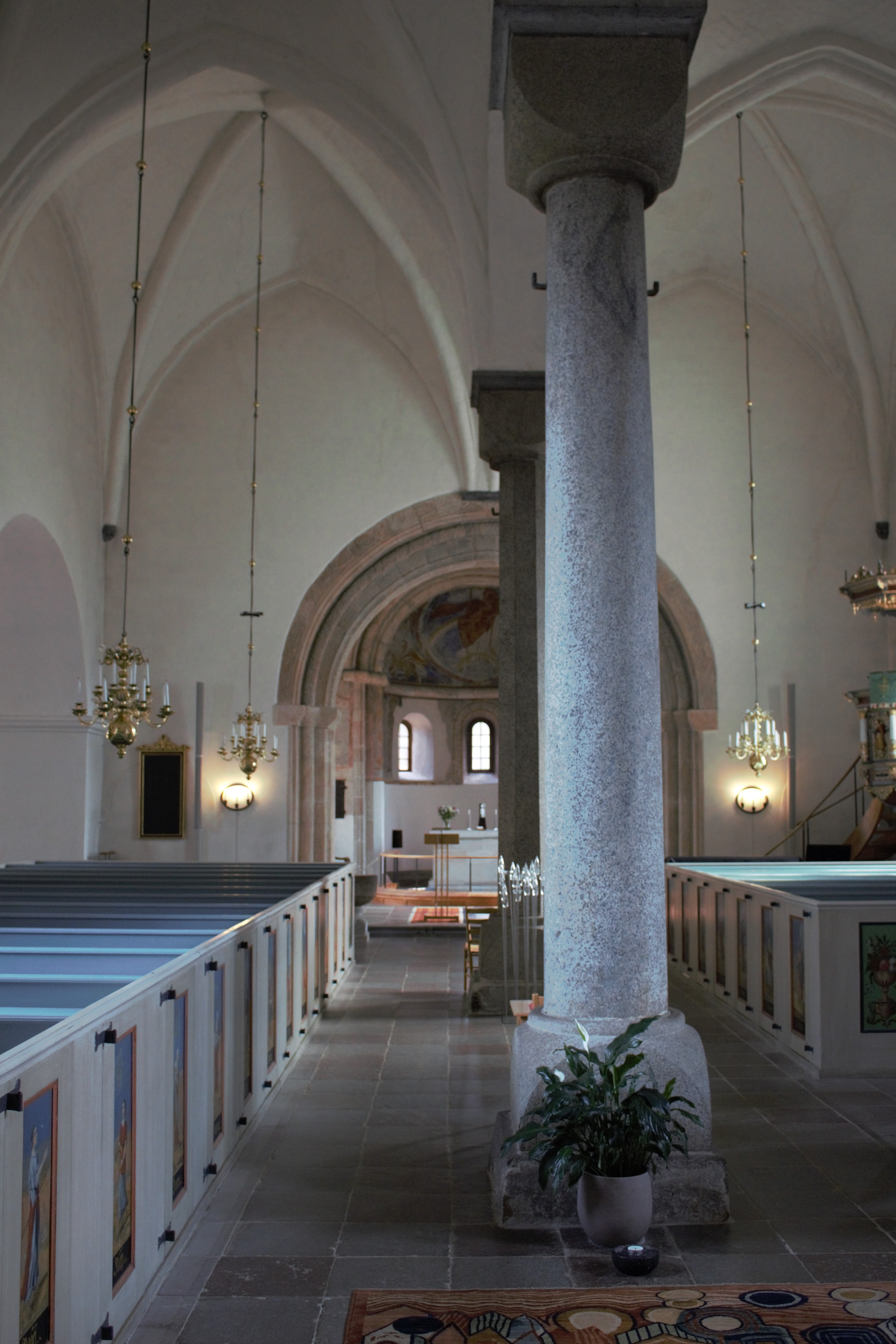
Interiör
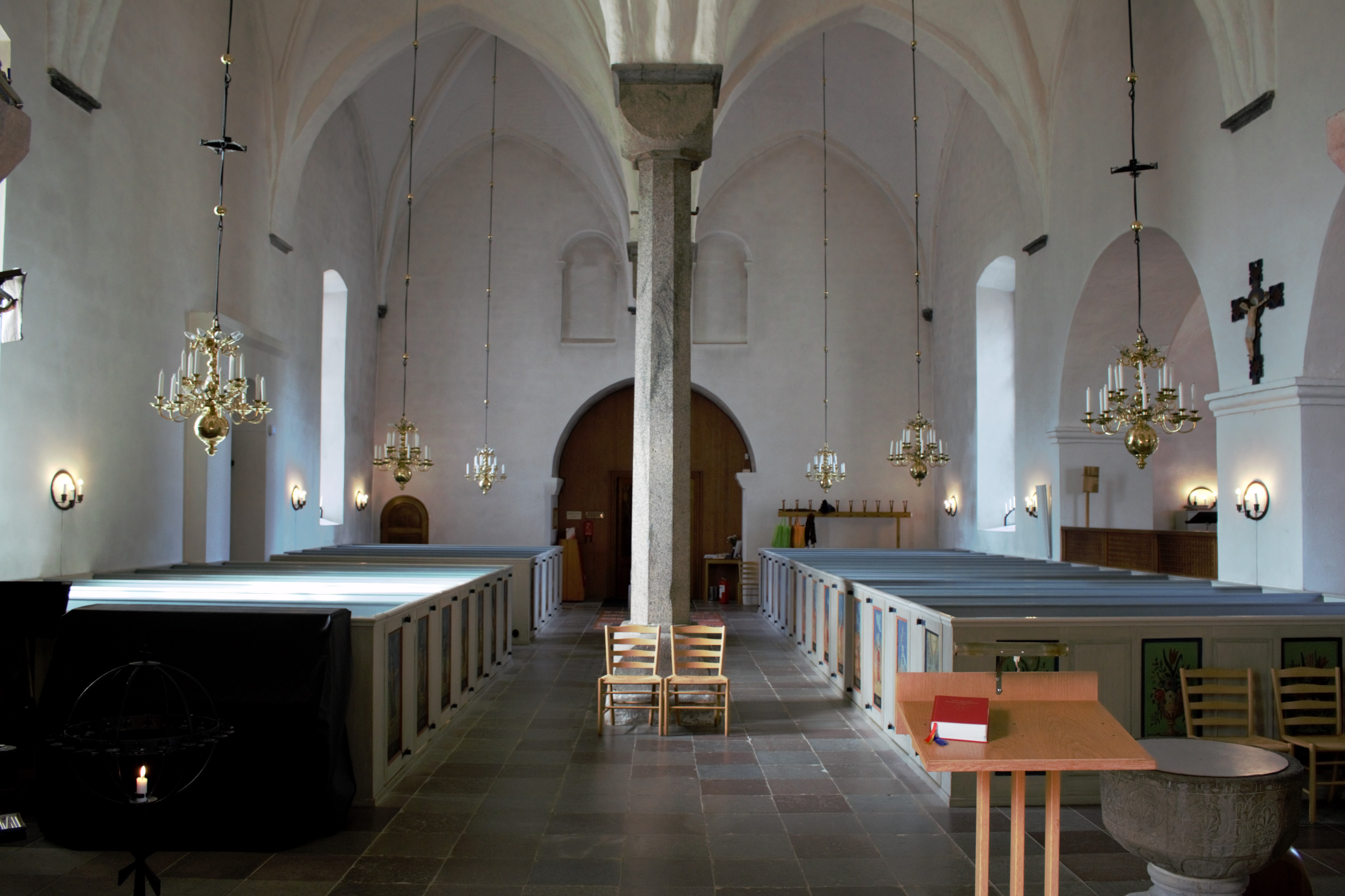
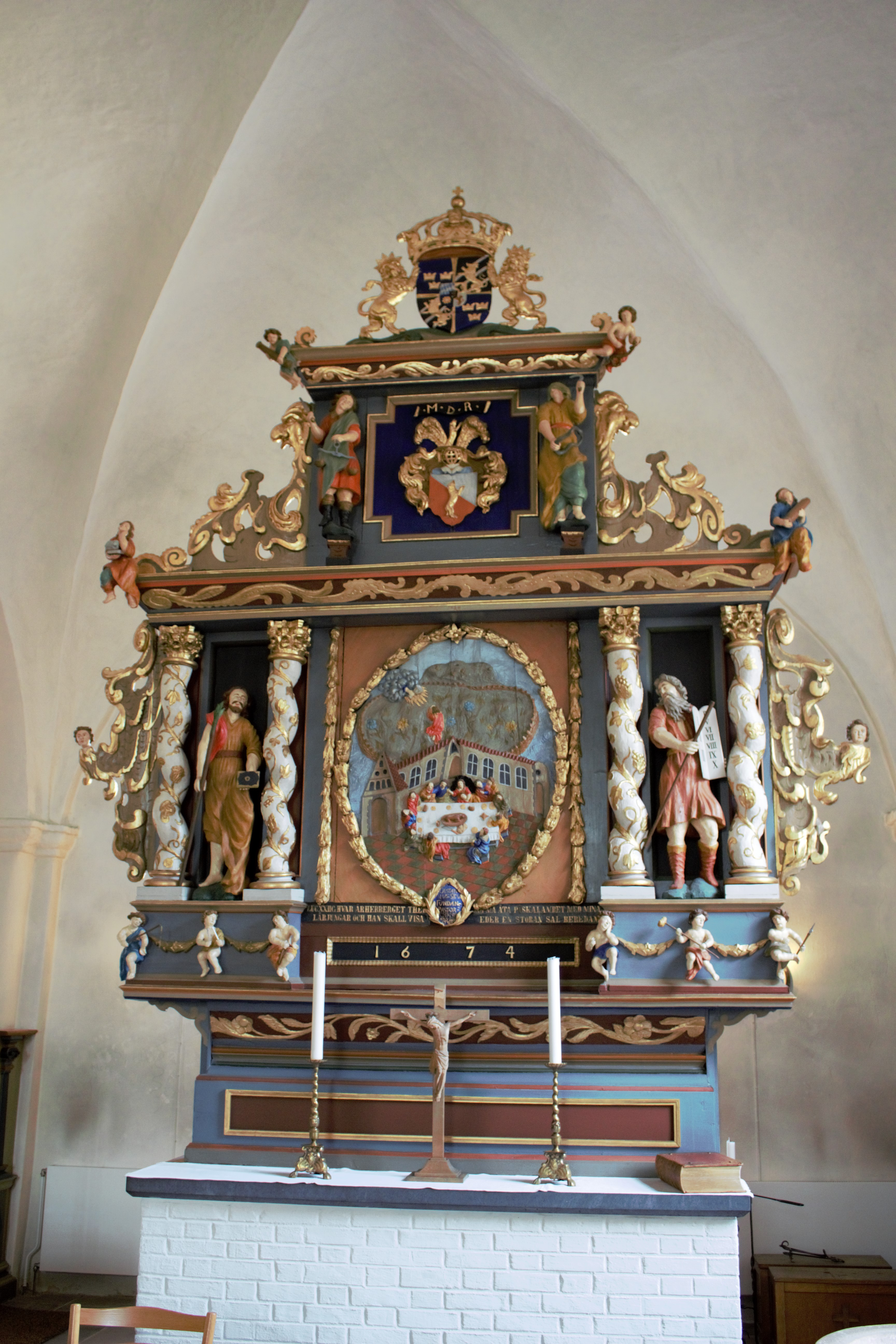
Altaruppsats
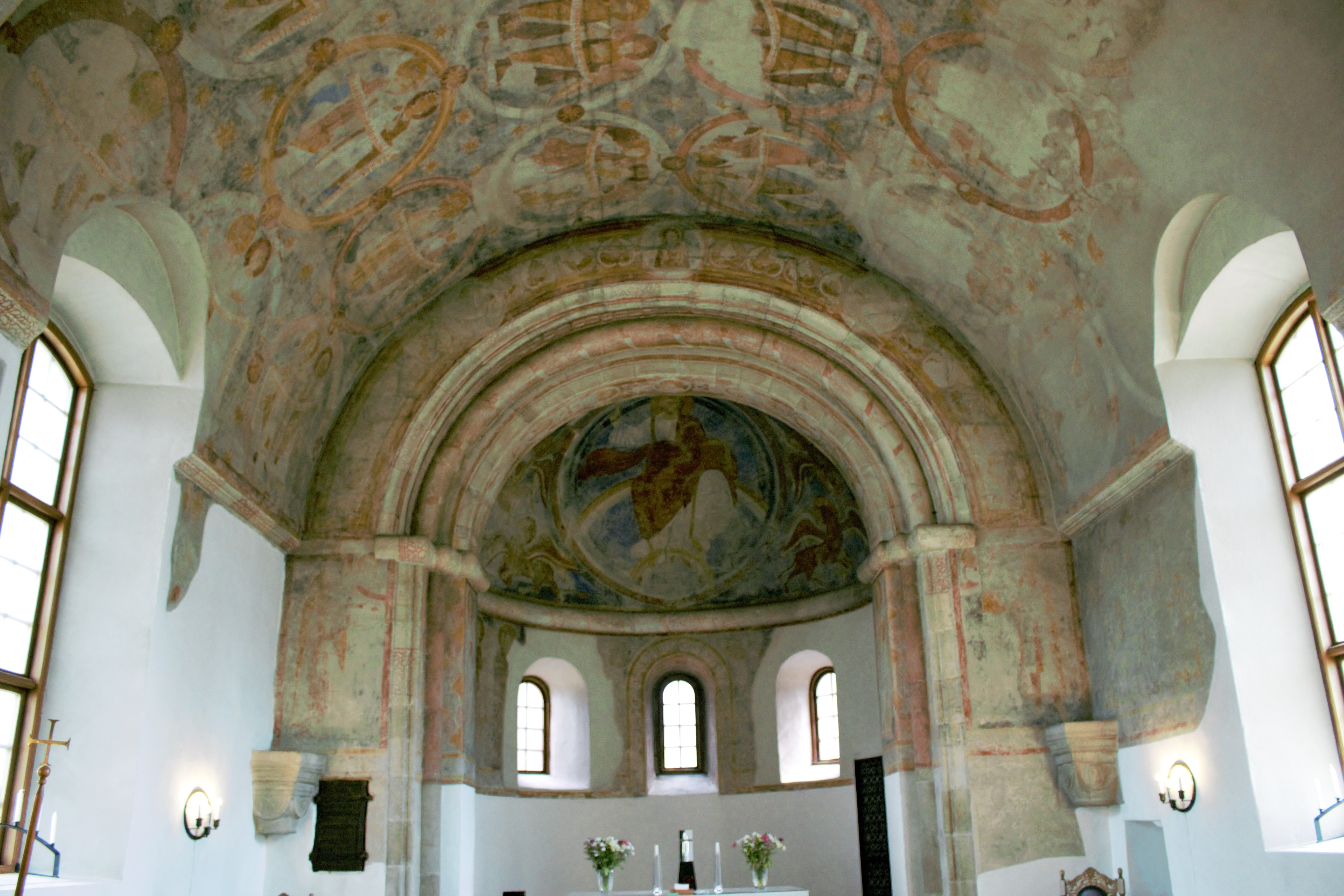
Koret
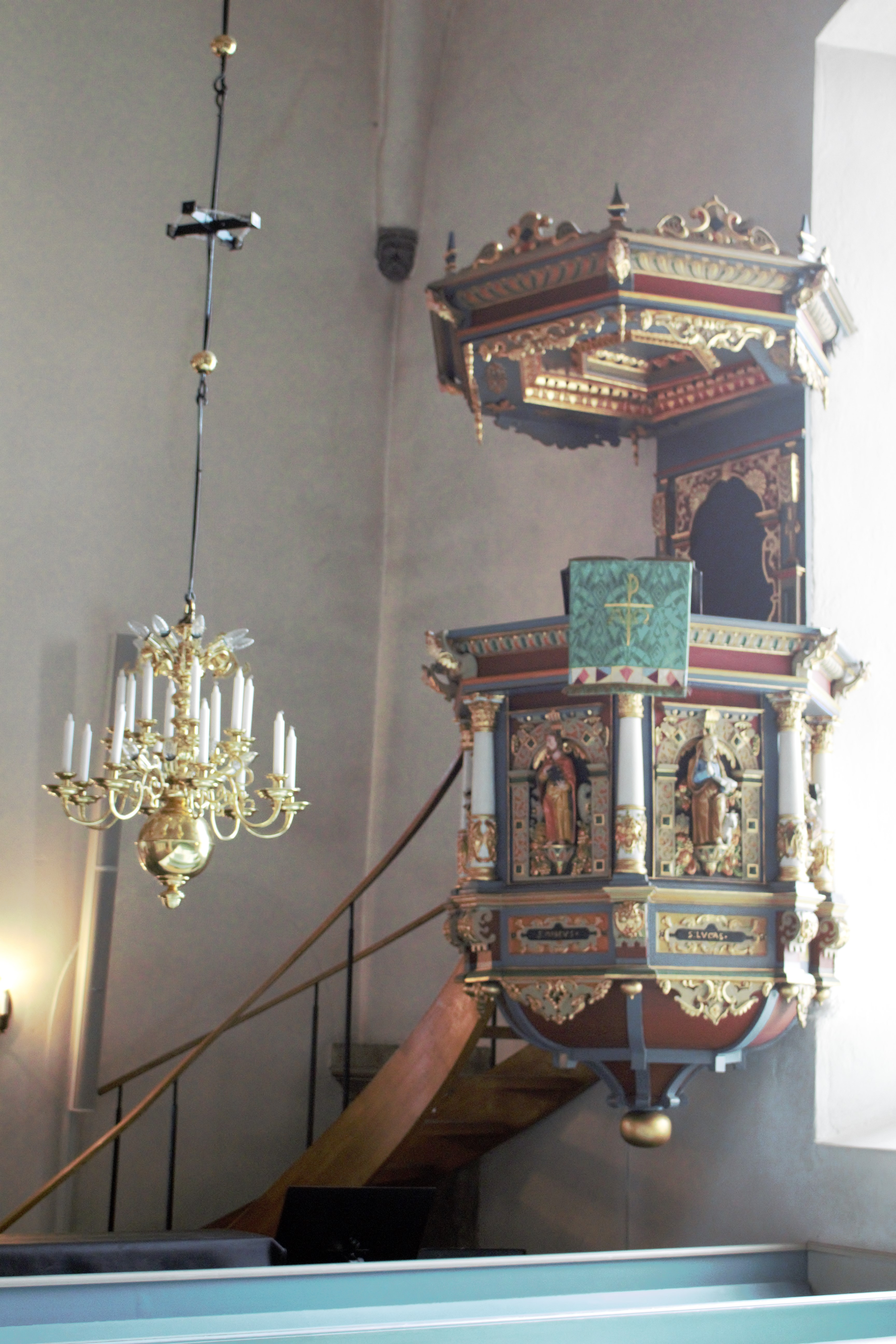
Predikstol
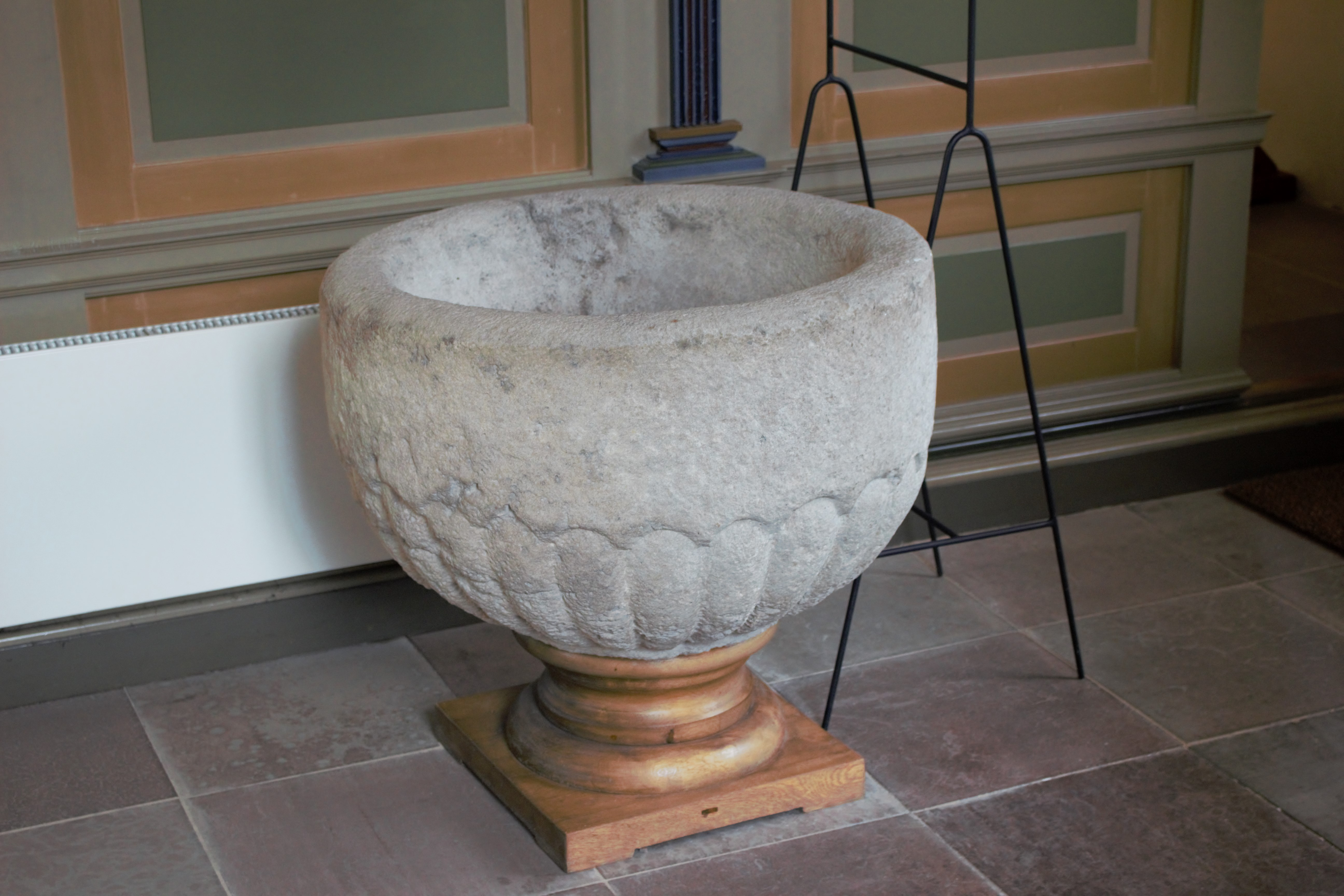
Dopfunt
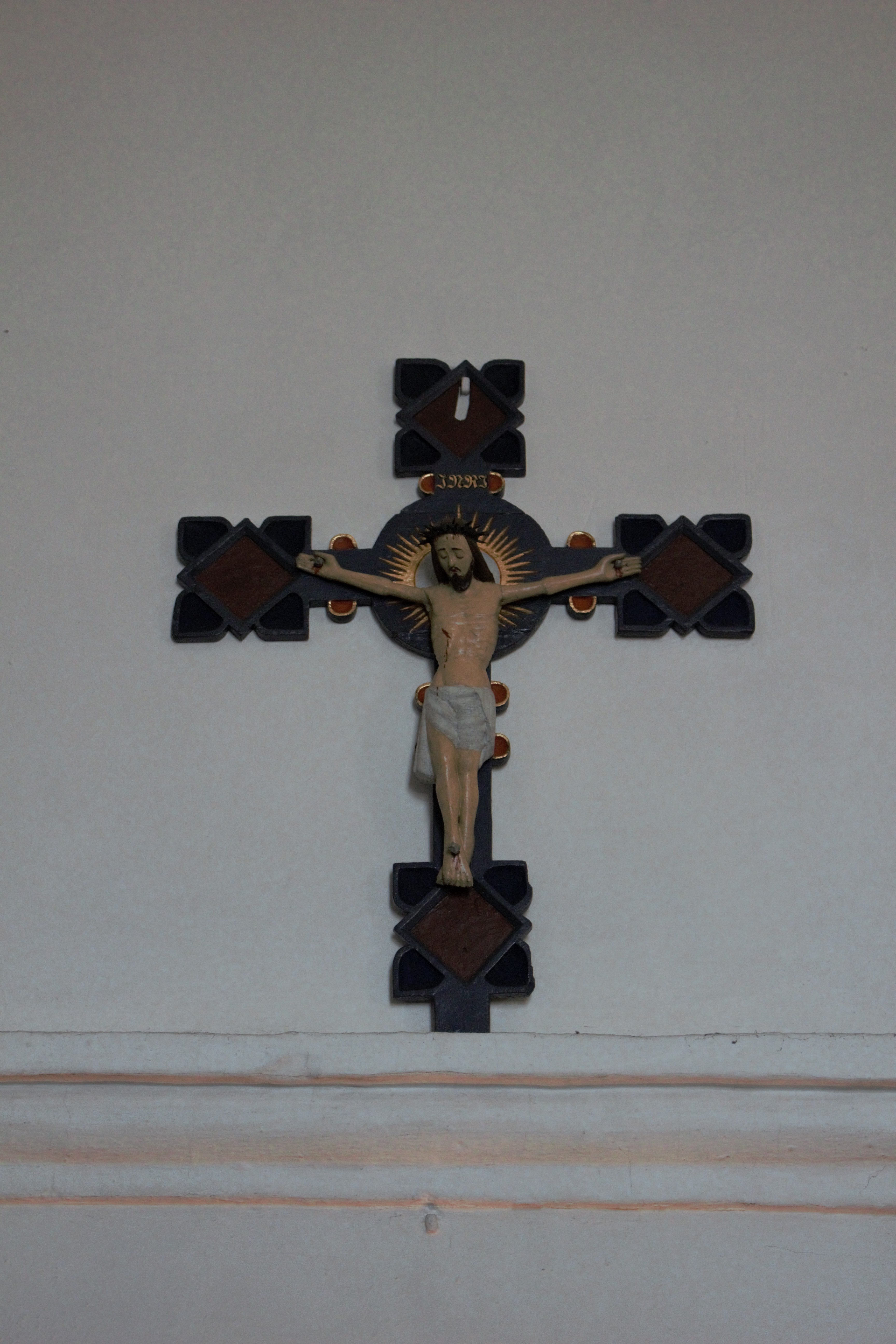
Krucifix 1400-t
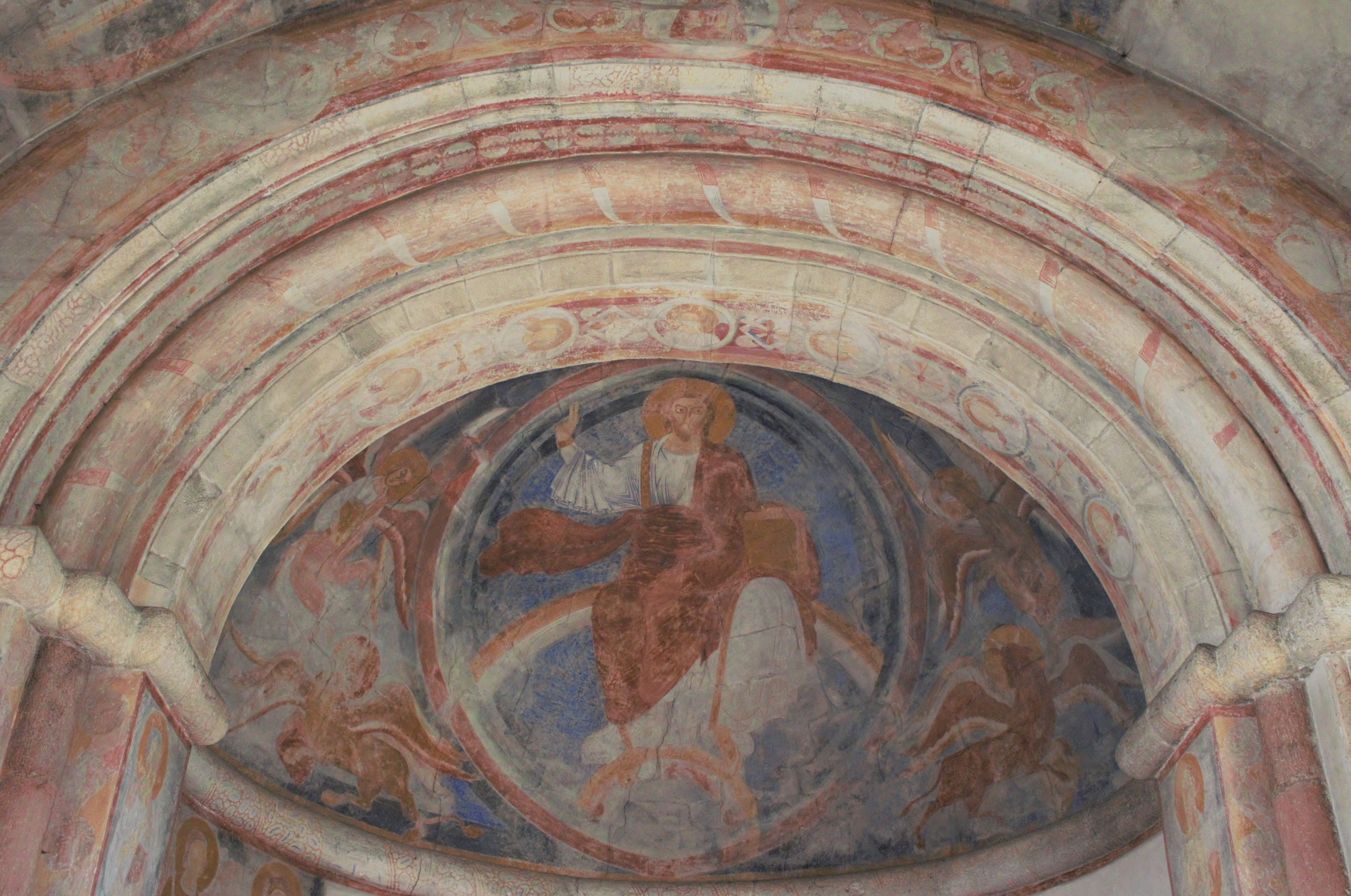
Målning i korabsiden